# Blue Dragon
Cet article concerne le jeu vidéo. Pour la série télévisée d'animation, voir Blue Dragon (série télévisée d'animation).
 (novembre 2015).
Blue Dragon (ブルードラゴン, Burū Doragon) est un jeu vidéo de rôle développé par Mistwalker et édité par Microsoft Studios, sorti en 2006 sur Xbox 360. Le jeu est produit par Hironobu Sakaguchi, tandis qu'Akira Toriyama a réalisé le character design.

## Trame

### Synopsis
L'histoire débute dans un petit village du nom de Talta, où vivent Shu et ses deux amis, Jiro et Kluke. Chaque année, un requin terrestre attaque le village de nos héros, les habitants n'ont alors d'autre choix que de se réfugier sur les hauteurs et de regarder, impuissants, le monstre ravager toutes les habitations. Mais cette année, les trois enfants sont décidés à en finir avec cette créature, qui par le passé, provoqua la mort des parents de Kluke et Shu. Malheureusement, le plan qu'ils avaient préparé tourne mal. Ils se retrouvent embarqués dans une forteresse volante qui se révélera être celle de Nene, un personnage puissant qui, aux côtés d'une ancienne civilisation gardienne d'un pouvoir puissant que l'on croyait disparu, menace le sort du monde et de ses habitants.

## Personnages
- Shu ( Voix VO: , VF: Raphaëlle Valenti)

Le héros du jeu, âgé de 10 ans. Shu a perdu ses parents lorsqu'il était encore petit, et il est aujourd'hui sous la garde de son grand-père Fushira. Son ombre est Blue Dragon ; c'est sans doute la plus puissante de l'équipe. Il n'est pas très intelligent, et a tendance à foncer tête baissée sans réfléchir ce qui n'en fait pas le penseur du groupe. Néanmoins il est assez courageux et n'abandonne jamais.
- Kluke ( Voix VO: , VF: Corine Hubert)

Elle vit dans le même village que Shu, et a également 10 ans. Shu et Jiro sont ses meilleurs amis. Elle aussi est orpheline, car elle a perdu ses parents à cause de Nene. Son ombre est le Phoenix. Celle-ci est la plus résistante de toutes et Kluke s'en sert pour défendre ses amis contre les plus puissantes. Elle est très gentille et veut devenir médecin. Elle n'aime pas montrer ses larmes aux autres.
- Jiro ( Voix VO: , VF: Jean-Marie Burucoa)

C'est un enfant très prévoyant et assez différent de Shu. Ils sont rivaux. Jiro a 11 ans. Son ombre, Minotaure, est très forte mais ne s'entend pas très bien avec Jiro ; il est très fort physiquement. Il est le plus intelligent et le plus perspicace du groupe mais a tendance à s'emmêler dans ses sentiments.
- MaruMaro ( Voix VO: , VF: Gin Candotti Besson)

MaruMaro n'est pas un humain, mais un membre de la tribu Devee. Il s’exprime en dansant. Son ombre, Tigre-Sabre, est la plus rapide du groupe.
- Zola ( Voix VO: , VF: Nathalie Karsenti)

C'est la chef de bande, car elle est la plus âgée de l'équipe, puisqu'elle a 20 ans. C'est une mercenaire assez solitaire et renfermée. Son ombre est la Chauve-Souris et, au vu de l'expérience de Zola, c'est la plus développée en matière d'attaques. Mais Zola est la méchante, elle fait en effet croire au groupe qu'elle est gentille.
- Bouquet

Serveuse dans une auberge, elle y rencontre Shu et ses compagnons. Celui-ci va la défendre contre deux clients qui refusaient de payer leur addition. Elle décidera d'accompagner notre équipe afin de montrer sa reconnaissance.
Elle a le pouvoir de se rendre entièrement invisible (lorsqu'elle ôte ses vêtements), et avec son ombre qui s'appelle Hippopotamus elle a le pouvoir de se changer en ce qu'elle veut.
- General Logi

C'est le serviteur fidèle de Nene. Très intelligent et puissant, Logi possède une ombre artificielle appelée Valkiri et une véritable ombre appelée Oudin. En vérité, depuis toujours, Logi n'a jamais fait confiance à Nene et agissait seul avec ses hommes Andropof, Cynthia, Gilliam, Lemaire et Schneider.
- Nene ( Voix VO: , VF: Pierre Bonzans)

C'est le méchant de l'histoire.

## Système de jeu
Le gameplay n'a rien de révolutionnaire, les mêmes méthodes que la plupart des RPG actuels sont réutilisées.
En mode combat, le classique tour par tour est là, avec les actions classiques : Attaque, Défense, Objets, Sort et Fuite. Cependant la possibilité d'utiliser des "Ombres" va rajouter un peu de piment au jeu, car celle-ci peuvent avoir des sorts ou des capacités spécifiques en fonction de leur compétence.
La fonction "charge" est aussi nouvelle, pour faire un sort on peut choisir la puissance que l'on veut mettre dedans, ainsi une petite charge fera le sort instantanément mais procurera un minimum de dégât. À l'inverse une grande charge ravagera l'ennemi, cependant il prendra plus de temps à préparer et laissera le temps à votre adversaire de vous frapper. La charge critique permettra, quant à elle, de faire le sort le plus rapidement possible en utilisant le moins de mana et en provoquant le plus de dégâts.
En mode "hors combat" (sur la carte) les ennemis étant visibles, le choix de combattre ou d'éviter l'ennemi est donc possible.
La création d'un cercle de combat est aussi possible pour combattre plusieurs ennemis en même temps et ainsi réaliser des combos pour récolter plus d'expérience.
Si votre cercle englobe deux ennemis rivaux, un "Duel de Monstres" commence ! Vos adversaires s'entretuent pendant que vous les combattez.
Il y a aussi la possibilité d'utiliser des sortes de zone, par exemple de créer un "bar. Champ." barrière magique qui permet d'éliminer instantanément les petits ennemis sur la carte et ainsi d'éviter des petits combats.

## Musique
La musique est composée par Nobuo Uematsu. À noter toutefois la musique de boss qui est pour le moins atypique dans le jeu-vidéo et dans un jeu de rôles japonais en particulier. En effet, il s'agit d'une chanson, très rock'n'roll, intitulée Eternity, interprétée par Ian Gillan, qui n'est autre que le chanteur du groupe britannique Deep Purple.

## Postérité

### Série télévisée
Une série d'animation de 51 épisodes a été produite et diffusée à partir du 7 avril 2007 sur TV Tokyo, utilisant des voix différentes et des histoires non reliées au jeu vidéo. Une seconde saison, Blue Dragon: Trials of the Seven Shadows (BLUE DRAGON 天界の七竜, Burū Doragon: Tenkai no Shichiryū) a été diffusée à partir du 5 avril 2008 sur la même chaîne. En France la série a été diffusée à partir du 20 mai 2009 sur Nickelodeon en version censurée, puis à partir du 4 janvier 2010 sur Game One en version intégrale.

### Suites
Blue Dragon engendre deux suites. Blue Dragon Plus est sorti en 2008 et Blue Dragon: Awakened Shadow en 2009 sur Nintendo DS.